# Prionopelta robynmae
Prionopelta robynmae es una especie de hormiga del género Prionopelta, familia Formicidae. Fue descrita científicamente por Shattuck en 2008.
Se distribuye por Australia y Papúa Nueva Guinea. Se ha encontrado a elevaciones de hasta 1524 metros. Vive en microhábitats como la hojarasca, madera podrida y debajo de rocas.